# Доротея Энгельбретсдаттер
Доротея Энгельбретсдаттер (норв. Dorothe Engelbretsdotter; 16 января 1634, Берген, Норвегия — 19 февраля 1716, там же) — первая поэтесса и писательница Норвегии, одна из наиболее заметных фигур норвежской литературы.

## Биография
Доротея родилась в семье Энгельбрета Йоргенссона (норв. Engelbret Jørgenssøn) и Анны Врангель (норв. Anna Wrangel). Её отец служил директором местной школы, а затем настоятелем собора.

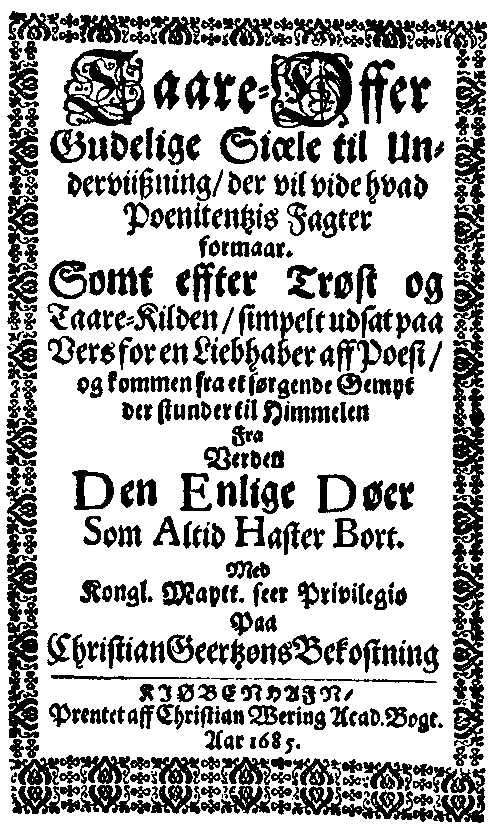
Титульная страница сборника «Tåreoffer»

В 1652 году Доротея вышла замуж за Амбросиуса Харденбека (норв. Ambrosius Hardenbeck), писателя-богослова, известного цветистыми надгробными речами, которые он произносил на похоронах. После смерти отца Доротеи он стал настоятелем собора в 1659 году. У них родилось пятеро сыновей и четыре дочери. В 1678 году в Копенгагене вышел первый сборник её поэзии Själens aandelige Sangoffer. В сборник вошли гимны и псалмы на библейскую тематику. Сборник имел огромный успех. Поэтессу пригласили в Данию, где она была представлена ко двору. Также её представили Томасу Кинго, который считался «отцом» датской поэзии. Поэты обменялись небольшими стихотворными импровизациями.
В 1683 году умер муж Доротеи. Из девяти её детей семеро умерли, а двое пропали без вести. Все её последующие поэтические произведения пронизаны болью и страданием, в частности поэма Afften Psalme. Второе по известности её произведение было опубликовано как раз, когда в её жизни настали тяжёлые времена. Поэма Tåreoffer («Жертвенные слёзы» или «Песенные жертвоприношения души») была опубликована в 1685 году. Это была пространная поэма религиозного содержания в четырёх частях. Она переиздавалась несколько раз. В 1698 году у Доротеи выходит третий сборник псалмов Et kristeligt Valet fra Verden («Христианское прощание с миром»). По мнению другого норвежского литератора, Людвига Хольберга, Доротея Энгельбретсдаттер была «самой великой норвежской поэтессой».
Доротея умерла 19 февраля 1716 года.
Уникальность Доротеи в норвежской литературе заключается ещё и в том, что она была первой из женщин-литераторов Норвегии, кто существовал за счет собственной литературной деятельности, иными словами, Энгельбретсдаттер была первой профессиональной писательницей.